# Баранов, Фёдор Алексеевич
Фёдор Алексе́евич Бара́нов (28 декабря 1904 [9 января 1905], Санкт-Петербург, Российская империя — 15 марта 1982) — один из организаторов и руководителей коммунистического подполья и партизанского движения на территории Барановичской области в годы Великой Отечественной войны.

## Биография
В 1926—1931 годах служил на флоте. В 1928 году вступил в ВКП(б).
С 1931 года — на партийной работе в Ленинграде.
В 1940 году избран третьим, 2 октября 1942 года — вторым секретарём Барановичского областного комитета КП(б) Беларуси (в должности по 20.7.1944). Одновременно был уполномоченным ЦК ВКП(б) по вводу энергетических мощностей Урала (1942—1943).
С августа 1943 года стал членом Барановичского подпольного областного комитета КП(б) Беларуси, с октября того же года — также и командиром партизанского соединения Южной зоны Барановичской области, выполнял эти обязанности по июль 1944 года.
С сентября 1944 по сентябрь 1952 года — 1-й секретарь Бобруйского областного комитета КП(б) Беларуси, одновременно являлся членом ЦК КП(б) Беларуси (18.2.1949 — 20.9.1952).
С августа 1953 по февраль 1958 года — 1-й секретарь Гродненского областного комитета КП Беларуси, затем — председатель Комиссии государственного / советского контроля СМ Белорусской ССР (по 18.12.1962), с декабря 1962 по 1974 — член Партийной комиссии при ЦК КП Беларуси. Одновременно являлся членом ЦК КП Беларуси (13.2.1954 — 3.3.1966).
Избирался депутатом Совета Союза Верховного Совета СССР IV (1954—1958, от Белорусской ССР) и V созывов (1958—1962, от Гродненской области); депутатом Верховного Совета БССР (1947—1959); делегатом XX съезда КПСС (1956).

## Награды
- орден Красного Знамени (1.1.1944) — в ознаменование 25-й годовщины Белорусской ССР, за достижения в развитии хозяйства, культуры, науки и искусства белорусского народа и за выдающиеся успехи в организации партизанской борьбы против немецко-фашистских захватчиков[1].

## Память
Именем Ф. А. Баранова названа улица города Барановичи.